# Саут-Віттіер (Каліфорнія)
Саут-Віттіер (англ. South Whittier) — переписна місцевість (CDP) в США, в окрузі Лос-Анджелес штату Каліфорнія. Населення — 56 415 осіб (2020).

## Географія
Саут-Віттіер розташований за координатами 33°55′59″ пн. ш. 118°1′51″ зх. д. / 33.93306° пн. ш. 118.03083° зх. д. (33.933080, -118.030771).  За даними Бюро перепису населення США в 2010 році переписна місцевість мала площу 13,85 км², з яких 13,82 км² — суходіл та 0,02 км² — водойми.

## Демографія
Згідно з переписом 2010 року, у переписній місцевості мешкало 57 156 осіб у 15 067 домогосподарствах у складі 12 454 родин. Густота населення становила 4128 осіб/км².  Було 15600 помешкань (1127/км²).
Расовий склад населення:
| - 58,9 % — білих - 4,0 % — азіатів - 1,5 % — чорних або афроамериканців - 1,3 % — корінних американців - 0,3 % — вихідців з тихоокеанських островів - 29,9 % — осіб інших рас |

До двох чи більше рас належало 4,1 %. Частка іспаномовних становила 77,1 % від усіх жителів.
За віковим діапазоном населення розподілялося таким чином: 28,5 % — особи молодші 18 років, 62,8 % — особи у віці 18—64 років, 8,7 % — особи у віці 65 років та старші. Медіана віку мешканця становила 32,0 року. На 100 осіб жіночої статі у переписній місцевості припадало 98,5 чоловіків;  на 100 жінок у віці від 18 років та старших — 97,0 чоловіків також старших 18 років.
Середній дохід на одне домашнє господарство  становив 73 430 доларів США (медіана — 62 592), а середній дохід на одну сім'ю — 75 636 доларів (медіана — 64 184). Медіана доходів становила 37 343 долари для чоловіків та 36 293 долари для жінок. За межею бідності перебувало 14,0 % осіб, у тому числі 19,2 % дітей у віці до 18 років та 10,0 % осіб у віці 65 років та старших.
Цивільне працевлаштоване населення становило 25 357 осіб. Основні галузі зайнятості: освіта, охорона здоров'я та соціальна допомога — 18,4 %, виробництво — 13,8 %, роздрібна торгівля — 13,0 %.